# Gustaf Ribbing (jurist)
Gustaf Ribbing, född den 17 juli 1849 i Stockholm, död den 14 mars 1942 i Uppsala, var en svensk jurist. Han var bror till Seved och Lennart Ribbing samt far till Seved Ribbing.
Ribbing blev student vid Uppsala universitet 1868, avlade juris kandidatexamen 1876 och blev vice häradshövding 1878. Adjungerad ledamot i Svea hovrätt 1884 och fiskal 1886, utnämndes han 1889 till assessor där och var tillförordnad revisionssekreterare 1889–1892. Utsedd till justitieombudsmannens ersättare 1897, utövade han ämbetet november 1897–februari 1898. Han utnämndes 1898 till hovrättsråd i Svea hovrätt och december 1900 till häradshövding i Uppsala läns norra domsaga, vilket han förblev till 1919. Ribbing, som riksdagarna 1881–1882 varit sekreterare i bevillningsutskottet, var 1898–1899 adjungerad ledamot i 1896 års kommitté för den enskilda skogshushållningen och 1898 ordförande i departementskommissionen för bestämmelser rörande villkoren för anläggning och begagnande av elektriska ljus- och kraftledningar samt sakkunnig vid åborättegångsutredningen 1913. Han blev juris hedersdoktor vid Linnéjubileet i Uppsala 1907. Ribbing kallades 1912 till hedersledamot av Örlogsmannasällskapet. Åren 1910–1914 var han ordförande i Uppsala stadsfullmäktige. Åren 1906–1911 var han ordförande i skiftesstadgekommittén. Ribbing vilar på Uppsala gamla kyrkogård.